# Oxydia purpureogrisea
Oxydia purpureogrisea là một loài bướm đêm trong họ Geometridae.